# Gabriel Henrique
Gabriel Henrique (Belo Horizonte, 7 de janeiro de 1996) é um cantor e intérprete brasileiro. Ganhou fama mundialmente ao realizar uma apresentação no talent show americano America's Got Talent.

## Biografia
Gabriel começou a cantar em casa aos 3 anos de idade. Quando criança, se apresentou em programas brasileiros como: Raul Gil e Xuxa. Mas só quando atingiu a fase adulta que se tornou mais conhecido através da rede social YouTube, onde começou a gravar vídeos cantando músicas de cantores como Whitney Houston, Mariah Carey, Bruno Mars e também de artistas da música gospel brasileira, tais como Anderson Freire, Aline Barros, entre outros.
Em 2008, Gabriel participou no DVD "Para Adorar ao Senhor" do grupo infantil Crianças Diante do Trono, cantando a música "A Vitória da Cruz".
Durante toda a vida Gabriel Henrique se apresentou em igrejas e eventos junto com sua banda, composta pelo seu pai, Lúcio (violão/guitarra), seu irmão Raphael (baixo) e seu amigo Fabrício (bateria).

## Participação no realityshow"America's Got Talent"
Em 2022, a produção do reality mandou uma mensagem para Gabriel ter sua presença em uma edição do programa. Ele não aceitou de primeira o convite, pois como não é fluente em inglês ficou com vergonha de se apresentar, e também por ser muito tímido. Em 2023, resolveu aceitar o convite por insistência de sua mãe, que conseguiu fazer com que o cantor fosse participar. O episódio que entrou no ar no dia 1 de agosto de 2023, foi gravado em abril de 2023. Gabriel, por ainda não ser fluente em inglês, conversou com os jurados com o auxílio de um intérprete.

## Voz
Gabriel possui um pouco mais da extensão vocal de um tenor leggero, pois consegue realizar registro de apito, técnica vocal que é conhecida pela cantora estadunidense Mariah Carey, famosa desde os anos 90 em realizar esses registros.

## Álbuns e Singles
1. Adoração Sem Limites (álbum)
2. Minha História (álbum)
3. Gabriel Henrique and Rhythm&Truth (álbum)
4. Eu me Rendo a Ti feat. Davi Sacer (single)
5. Não Irei (single)